# ایمره پایر
ایمره پایر (مجاری: Payer Imre; ۱ ژوئن ۱۸۸۸ – ۱۵ اوت ۱۹۵۷) بازیکن فوتبال اهل مجارستان بود.
از باشگاه‌هایی که در آن بازی کرده‌است می‌توان به باشگاه ورزشی وینر و باشگاه فوتبال فرنتس‌واروش اشاره کرد.
وی همچنین در تیم ملی فوتبال مجارستان بازی کرده‌است.